# 종친부 경근당과 옥첩당
종친부 경근당과 옥첩당(宗親府 敬近堂과 玉牒堂)은 조선 시대 관공서 중 최고 등급인 정1품아문의 하나인 종친부 건물로, 관아건축이면서 궁궐건축의 격식을 갖춘 건물이다. 서울특별시 종로구 국립현대미술관 서울관 안에 위치한다. 1972년 5월 25일 서울특별시의 유형문화재 제9호로 지정되었다가, 2021년 12월 27일 보물로 승격되었다.

## 역사
조선왕조 역대 모든 제왕의 어보(왕의 도장)와 영정(초상화)을 보관하고, 왕과 왕비의 의복을 관리하며 종실제군(宗室諸君)의 봉작승습·관혼상제 등 모든 사무를 맡아보던 곳이다. 조선 전기에는 ‘재내제군소’라 하였으나 여러 차례 그 명칭과 기능이 바뀌었다가, 세종 12년(1430)에 종친부라 하였다.
흥선대원군 집권 당시 왕권강화의 일환으로 종친부의 권한과 조직을 확대하면서 종친부 건물이 대규모로 늘어날 당시(1866) 중건되었다. 당시 경근당(敬近堂)은 대군, 왕자군 등 종친들의 대청으로 종친부의 중심 건물로서, 좌우로 각각 옥첩당(玉牒堂)과 이승당(貳丞堂)을 두고 복도각으로 연결되어 있었지만 이승당은 1950년대 이후 사라졌다.
순종 융희 1년(1907)에는 이를 폐지하고, 이곳 사무를 규장각으로 옮겼다.
원래 삼청동에 있던 것을 국군기무사령부 내 테니스장을 짓기 위하여 1981년 8월 정독도서관으로 옮겼으나, 2013년에 원 위치로 이전하였다.

## 건축
경근당은 정면 7칸, 옆면 4칸으로 된 이익공 공포의 팔작지붕 건물이며, 정면에는 넓은 월대를 두었고, 옥첩당은 정면 5칸, 옆면 3칸으로 된 초익공의 팔작지붕으로, 건축물의 규모나 공포의 형식 모두 경근당 보다 격을 낮추어 위계를 두었다.
경근당과 옥첩당은 고종대 302칸에 달했던 종친부 건축군의 중심 전각으로서 19세기 중앙 관아 건축의 배치와 구성, 연결방식을 잘 보존하고 있는 사례로 역사적 가치를 인정받는다. 또한, 1981년 경근당과 옥첩당은 다른 곳으로 이전하였다가 2013년 다시 원위치로 이전되었지만, 당초의 모습을 최대한 유지하며 많은 부재를 재사용했다는 점에서 건축물의 진정성도 인정된다.

## 현지 안내문
종친부(宗親府)는 조선왕조 역대 제왕의 어보(御寶)와 어진(御眞)을 보관하고, 왕과 왕비의 의복을 관리하며, 종실제군(宗室諸君)의 관혼상제(冠婚喪祭) 등 모든 사무를 맡아보던 관청이다.
종친부의 건물 중에서 경근당(敬近堂)은 왕실의 사무를 처리하던 전각이며, 옥첩당(玉牒堂)은 고위 관리들의 집무처로 사용되었다. 두 건물은 1981년 정독도서관으로 옮겨졌다가, 2013년 국립현대미술관 서울관을 건립하면서 원래의 위치인 지금의 자리로 이전 복원되었다.

## 같이 보기
- 종친부
- 종친부 터 우물

## 참고 자료
- 위키미디어 공용에 종친부 경근당과 옥첩당 관련 미디어 분류가 있습니다.
- 종친부 경근당과 옥첩당 - 국가유산청 국가유산포털
- 이 문서에는 문화재청에서 공공누리 제1유형으로 배포된 자료를 바탕으로 한 내용이 포함되어 있습니다.